# Tomáš Mrkva
Tomáš Mrkva (* 20. Januar 1989 in Havířov, Region Ostrau, Tschechoslowakei) ist ein tschechischer Handballtorwart. Mrkva wurde in den Spielzeiten 2021/22, 2022/23 und 2023/24 zu Tschechiens „Handballer der Saison“ gewählt.

## Karriere

### Verein
Der 2,01 Meter große und 108 Kilogramm schwere Torhüter spielte in seiner Heimat für den Verein HC Baník Karviná, für den er in der Saison 2006/07 auch erstmals international an der EHF Champions League teilnahm. Dort stand er zweimal im Aufgebot. Auch in der folgenden Spielzeit durfte Mrkva weitere Partien in der europäischen Königsklasse absolvieren. Nach der gewonnenen Meisterschaft 2010 wechselte er zum deutschen Bundesliga-Aufsteiger ASV Hamm, mit dem er am Saisonende jedoch wieder in die 2. Handball-Bundesliga abstieg. Am 5. Juni 2012 gab der ASV Hamm seinen Wechsel zum Bundesligisten Frisch Auf Göppingen bekannt. Von dort ging Mrkva im Februar 2013 auf Leihbasis zurück nach Hamm. Zur Saison 2013/14 wechselte er fix zum ASV Hamm. In der Saison 2015/16 konnte Mrkva in 40 Spielen 44 Siebenmeter abwehren und damit mit Abstand die meisten aller Torhüter. Zur Spielzeit 2016/17 wechselte er zum Erstligisten HBW Balingen-Weilstetten. Mit Balingen stieg er 2017 in die zweite Liga ab, obwohl er in 31 Spielen mit 28 abgewehrten Siebenmetern erneut die meisten der Liga aufweisen konnte. In der Saison 2018/19 wurde er mit Balingen Meister der zweiten Liga. Ab dem Sommer 2019 stand er beim Bergischen HC in der Bundesliga unter Vertrag. Nach der Saison 2021/22 wechselte er zum THW Kiel. Mit Kiel gewann er den DHB-Supercup 2022 und 2023, den DHB-Pokal 2025 sowie die Meisterschaft 2023.
Zur Saison 2025/26 wechselte er zum SC DHfK Leipzig Handball.

### Nationalmannschaft
Tomáš Mrkva nahm mit der tschechischen Nationalmannschaft an den Europameisterschaften 2018 (6. Platz), 2020 (19. Platz) und 2022 (13. Platz) teil. Er stand im Kader für die Europameisterschaft 2024 und belegte mit Tschechien den 15. Platz. Bei der Weltmeisterschaft 2025 parierte er in sechs Spielen 34 % der Würfe auf sein Tor und kam mit der Auswahl auf den 19. Rang.